# 三河国
三河国（みかわのくに）は、かつて日本の地方行政区分だった令制国の一つ。東海道に属する。三の大字を用いて参河国（參河國）とも表記する。現在の愛知県東半部。

## 「三河」の名称と由来

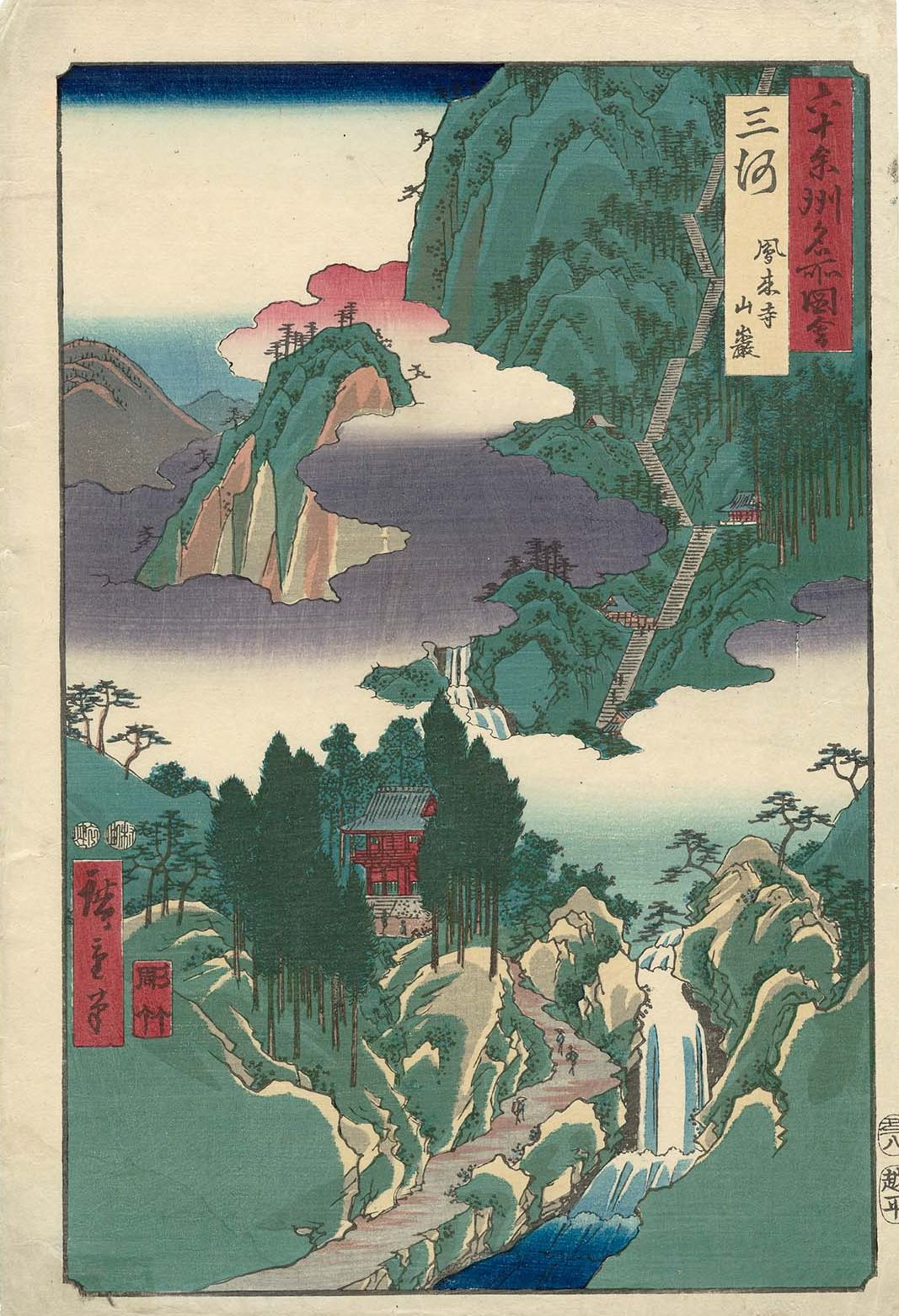
六十余州名所図会「鳳来寺山巌」

『古事記』には「三川」と表記され、7世紀の出土木簡にもみな「三川国」と記されている。律令制-平城京までは「参河」と表記。長岡京以後は、「三河」と表記したことが、木簡から判明している。また、万葉集には三河は水河とも当て替えられている。
「三河」の国号の由来は不明である。山崎闇斎は、再遊紀行の中で、参河風土記逸文と称して、三大河説を唱える。さらに、江戸中期の三河国二葉松で、序文の著者である小笠原基長と太田白雪がこの三大河説を補強する。古事記伝や東海道名所図絵にも引用されていく。諸国名義考；斎藤彦麻呂にも引用されているが、三大河説に疑義を唱え、大川を称え御川という自説を載せている。尾張藩士の岡田啓による三河国号起源；参河国全図；天保8年や渡辺政香；参河志にも引用される。
他にも、江戸末期に豊橋の羽田野敬雄が、加茂の神の御川という説を唱えたが、支持されるに至っていない。矢作川は古代から矢作川と呼ばれており、御川と呼ばれていた事実はない。加茂は、加茂郡（豊田市）のことで、矢作川の上流に当たり、加茂の神（加茂神社）に絡めたものである。

## 領域
明治維新直前の領域は、現在の愛知県の下記の区域に相当する。
- 豊橋市、豊川市、蒲郡市、田原市、新城市、北設楽郡（設楽町・東栄町・豊根村）、西尾市、額田郡（幸田町）、岡崎市、安城市、知立市、刈谷市、高浜市、碧南市、みよし市の全域
- 豊田市の大部分（須渕町・浅谷町・三分山町・下切町・下中町・島崎町・上中町・上切町・一色町を除く）

## 沿革

### 古代
「国造本紀」によると、成務天皇の御代に物部氏族の知波夜命が参河国造（三河、三川）に、雄略天皇の御代に菟上足尼が穂国造に定められたとされるが、「天孫本紀」では成務天皇に仕えた物部氏族の胆咋宿禰が三川穂国造の美己止直の妹・伊佐姫を妻としている。また、『古事記』にも丹波道主命の子・朝廷別王が穂別君の祖と見え、宝飯郡には朝廷別王を祀る神社が二社存在する。
645年、難波宮で行われた大化の改新後に穂国造と参河国造の支配領域を合わせて成立したと考えられている。参河国が確実に存在したのは律令制の成立以後である。これに対し穂国に関しては7世紀後半に石神遺跡から、三川国穂評と記載された木簡が出土しており、「穂」が三河の一集落であると読み取れることから存在を否定する説もある。しかし、国造国が評制に移行した例は阿蘇国造（阿蘇評）、宇佐国造（宇佐評）、吉備下道国造（吉備評）、風速国造（風早評）、小市国造（小市評）、久味国造（久米評）、都佐国造（都佐評）、笠国造（加佐評）、賀陽国造（加夜評）、針間鴨国造（加毛評）、凡河内国造（川内評）、葛城国造（葛城評）、洲羽国造（諏訪評）、馬来田国造（馬来田評）、阿波国造（阿波評）、印波国造（印波評）など数多く存在する。また穂国造は、偽書説のある『先代旧事本紀』にしか登場しないとする意見もあるが、そもそも大半の国造は『旧事本紀』にしか名称が見られず、近年は『旧事本紀』の史料性を認める意見を数多くあり、また東三河地域に古墳時代前期から後期にかけての大型古墳が造営されたこと、国造奉斎社が存在することから、穂国造の実在を訴える説もある。なお穂国造の本拠は宝飯郡である。
西三河に該当する三河国造の本拠は、二子古墳のある鹿乗川流域遺跡群（安城市桜井町地域）と推定されている。石神遺跡から出土した木簡に、桜井君、長浴部直と記載された地方国主を想定するものがある。また、三河国内では、古代の木簡は、安城市の下懸遺跡（小川町）・上橋下遺跡（古井町）・惣作遺跡（木戸町）など、いわゆる鹿乗川流域遺跡群にのみ出土しており、天平護田呉部足国（惣作遺跡）、算米物受被賜（下懸遺跡）など、天平という年号、呉部足国という古代豪族の人名、米の受取に関する文書、など、文字文明の早くからの普及が確認できるなど、何らかの古代の官衙があった可能性が高い。
西三河を南流する矢作川中流右岸に立地する北野廃寺跡は、飛鳥時代の創建と考えられる三河最古の寺院跡であり、南大門、中門、塔、金堂、講堂が一直線に並ぶいわゆる四天王寺式伽藍配置で造営された。陶塔・土器類のほか塼仏・磬形垂飾といった優品が出土しており、伽藍規模の面から見ても、三河国造のような当地方の有力な豪族による造営が想定される。
また、市の付く地名が、その国の中心地と想定され、大市郷（安城市上条町）、古市（安城市古井町）と、「市人」と記載された墨書土器出土（二子古墳南の桜林遺跡；安城市桜井町桜林）など、安城市の鹿乗川流域にある。
地方の行政区画である郡は、豪族の支配領域が踏襲されて碧海、賀茂、額田、幡豆（はず）、宝飫（ほい）、八名、渥美の七郡であった（律令の施行規則『延喜式』民部式）が、後に設楽郡が宝飫郡から分立して八郡となった。各地に盤踞する豪族の内でも古墳時代を通じてヤマト政権と強い関係を持った国造から優先的に郡司に任命された。

### 中世
承久の乱の戦功で足利義氏が守護職となり、三河に土着した足利氏の分家は吉良、仁木、細川、今川、一色といった西三河の地名を苗字とした。室町時代には仁木氏、一色氏、細川氏などが守護職に任命された。戦国時代になると松平氏、戸田氏などの国人が台頭し、松平から徳川に改姓した徳川家康が三河を統一した。

#### 三河国から信濃国へ移された根羽・月瀬の両村の変遷
- 古代・中世の根羽・月瀬村の両村（現在の長野県下伊那郡根羽村）は三河国に属していた。
- 平安時代の後半、高橋新荘により現在の愛知県東加茂郡全域と豊田市・西加茂郡・北設楽郡及び長野県の旧根羽村・月瀬両村を含む広大な区域が成立した。
- 鎌倉時代は、三河国加茂郡名倉郷に属し、鎌倉御家人の荘官足助氏の支配下に入ったと伝えられている。
- 南北朝時代は、加茂郡足助荘に属したとされている。
- 元亀2年（1571年）4月、武田信玄の西上作戦の一環として足助松山城が攻略され、根羽・月瀬両村はこの時以降武田領となり信濃国に編入された。

#### 三河国から美濃国へ移された野原村の変遷
- 室町時代まで、現在の豊田市の一色町、上切町、上中町、下中町、下切町、島崎町は、三河国加茂郡足助庄仁木郷であったが、この地域を支配する領主が、隣接する美濃国恵那郡の領主であった遠山氏へ娘を嫁がせる際に、これらの村を美濃国恵那郡に化粧料として割き与えたと伝えられている。
- 江戸時代 - この地域は美濃国恵那郡であり、旗本の明知遠山氏の領地であった。

### 近世以降の沿革
- 「旧高旧領取調帳」に記載されている明治初年時点での国内の支配は以下の通り（1,494村・472,324石余）。幕府領は中泉代官所が管轄。太字は当該郡内に藩庁が所在。国名のあるものは飛地領。
  - 碧海郡（177村・97,321石余） - 幕府領、旗本領、西尾藩、岡崎藩、刈谷藩、西端藩、西大平藩、陸奥福島藩、武蔵川越藩、駿河沼津藩
  - 幡豆郡（188村・71,811石余） - 幕府領、旗本領、西尾藩、岡崎藩、陸奥福島藩、武蔵川越藩、上総大多喜藩、駿河沼津藩
  - 額田郡（211村・52,502石余） - 幕府領、旗本領、岡崎藩、西大平藩、西尾藩、吉田藩、陸奥磐城平藩、信濃竜岡藩、美濃野村藩
  - 加茂郡（353村・67,538石余） - 幕府領、旗本領、吉田藩、挙母藩、西尾藩、西大平藩、上総大多喜藩、信濃竜岡藩、尾張名古屋藩
  - 設楽郡（230村・30,175石余） - 幕府領、旗本領、挙母藩、陸奥磐城平藩
  - 宝飯郡（124村・58,041石余） - 幕府領、旗本領、吉田藩、西尾藩、西大平藩、刈谷藩、陸奥磐城平藩、武蔵岡部藩
  - 渥美郡（137村・67,810石余） - 幕府領、旗本領、吉田藩、田原藩、美濃野村藩
  - 八名郡（74村・27,124石余） - 幕府領、旗本領、吉田藩、武蔵岡部藩
- 慶応4年
  - 4月3日（1868年5月5日） - 岡部藩が藩庁を移転して三河半原藩となる。
  - 4月29日（1868年5月21日） - 幕府領・旗本領・大多喜藩領が三河裁判所の管轄となる。
  - 6月9日（1868年7月28日） - 三河裁判所の管轄区域が三河県の管轄となる。
  - 7月 - 戊辰戦争の処分により磐城平藩領が三河県の管轄となる。
  - 9月12日（1868年10月27日） - 沼津藩が転封して上総菊間藩となる。
  - 9月 - 川越藩領および岡崎藩領・吉田藩領・西端藩領の各一部、三河県の管轄区域の一部（旧幕府領・旧磐城平藩領および旧旗本領・旧大多喜藩領の各一部）が駿河府中藩領となる。
  - 12月18日（1869年1月30日） - 戊辰戦争の処分により福島藩が藩庁を移転して三河重原藩となる。
- 明治2年
  - 1月 - 碧海郡・加茂郡・設楽郡の三河県の管轄区域の一部・静岡藩領の一部が重原藩領となる。
  - 6月24日（1869年8月1日） - 三河県の管轄区域が伊那県の管轄となる。
  - 8月7日（1869年9月12日） - 任知藩事により吉田藩が豊橋藩に、府中藩が静岡藩にそれぞれ改称。
- 明治3年（1870年） - 宝飯郡の旧旗本領の一部が刈谷藩領となる。
- 明治4年
  - 6月2日（1871年7月19日） - 竜岡藩が廃藩。領地が伊那県の管轄となる。
  - 7月14日（1871年8月29日） - 廃藩置県により、藩領が西尾県、岡崎県、刈谷県、西端県、西大平県、重原県、豊橋県、挙母県、半原県、田原県および菊間県、名古屋県、野村県の飛地となる。
  - 11月15日（1871年12月26日） - 第1次府県統合により全域が額田県の管轄となる。
- 明治5年11月27日（1872年12月27日） - 愛知県の管轄となる。

## 国内の施設

### 国府

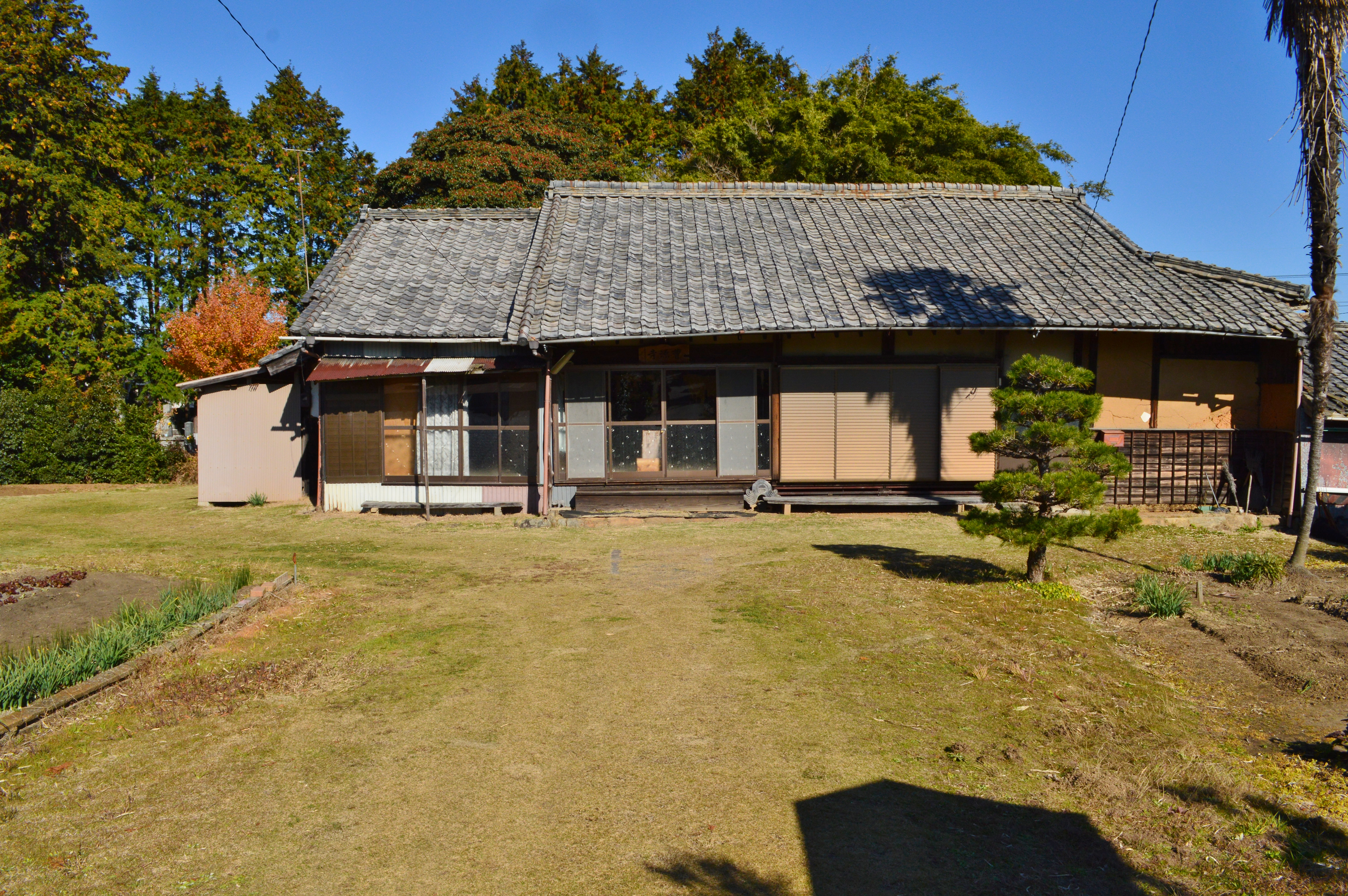
三河国府跡（豊川市白鳥町）白鳥遺跡。曹源寺境内、手前の空閑地に正庁が位置した。

国府の遺構は豊川市白鳥町上郷中・下郷中で見つかっている（北緯34度50分10.68秒 東経137度20分2.88秒 / 北緯34.8363000度 東経137.3341333度）。総社があることや「おとど（大臣）」の地名から推定され、1991年（平成3年）から1997年（平成9年）にかけて総社周辺の発掘調査が行われた結果、建物跡が見つかっている。加えて「国厨」の墨書土器が出土したことから、政庁と確認された。1999年（平成11年）3月には、豊川市八幡町で長さ100メートル以上、幅員22メートルの小石を敷き詰めて舗装した大道が発見されており、国府と国分寺をつなぐ道路遺構とみられている。
2024年（令和6年）2月21日に「三河国府跡」として国の史跡に指定されている。

### 国分寺・国分尼寺

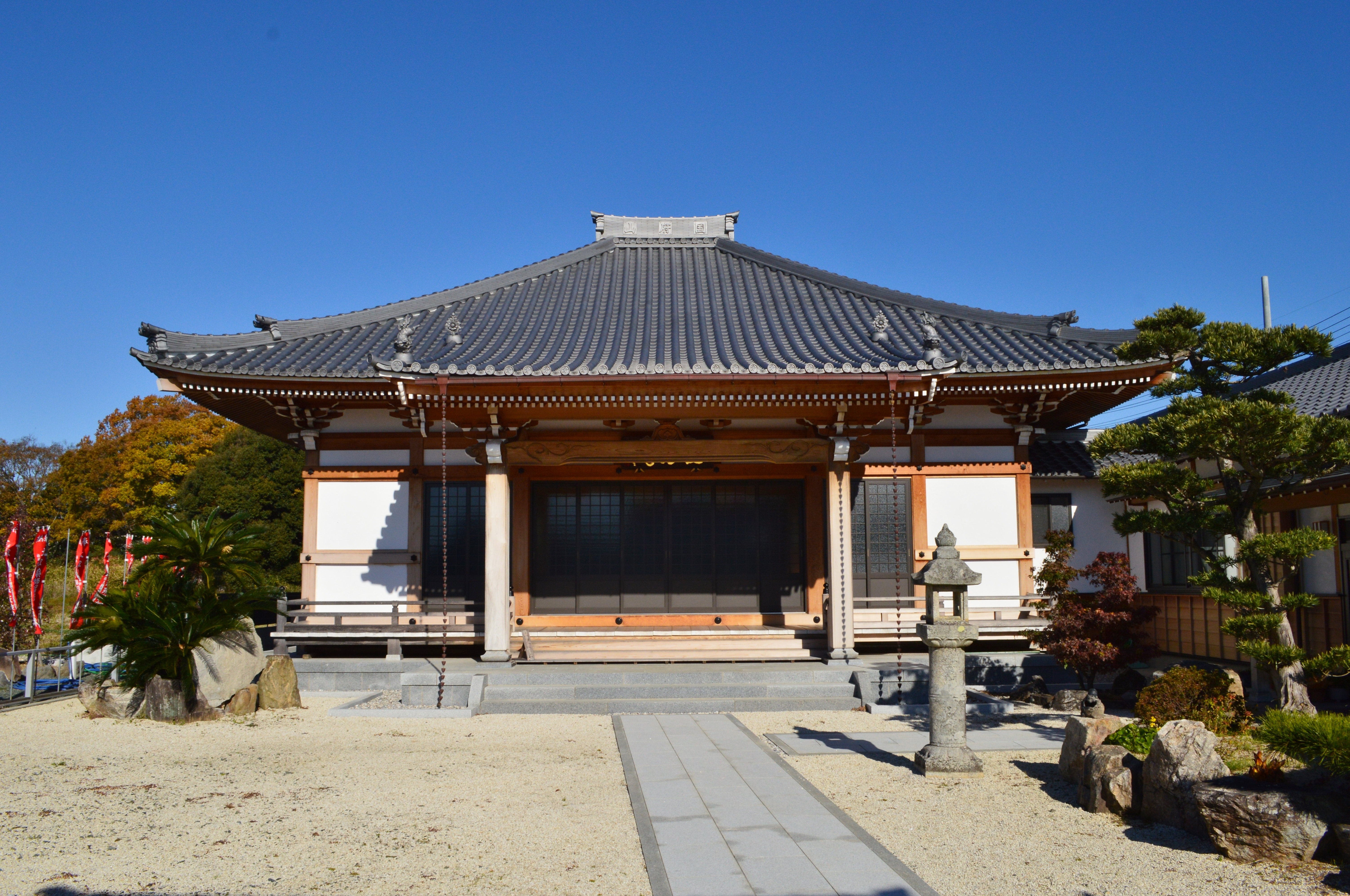
三河国分寺（豊川市八幡町）

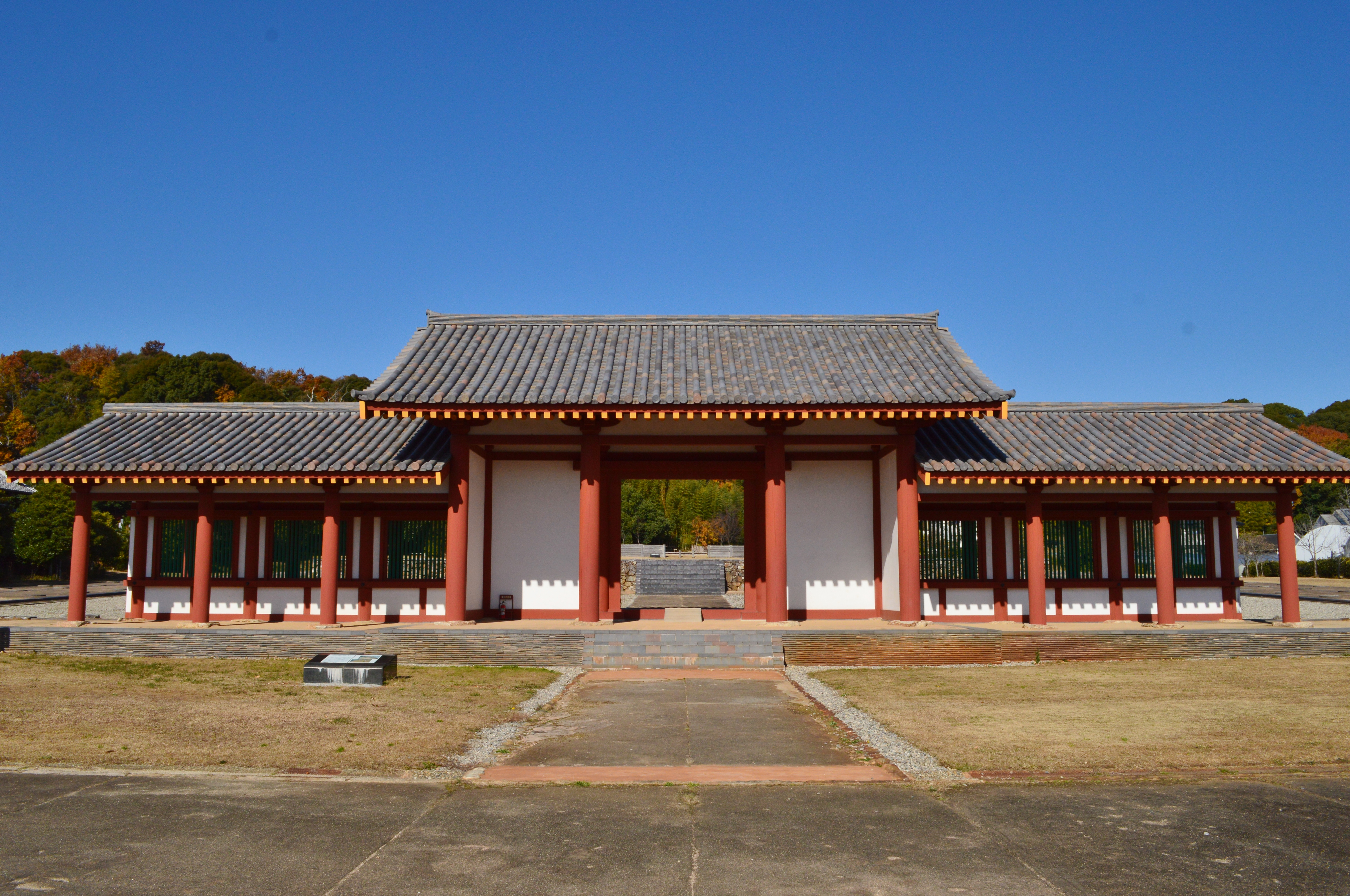
三河国分尼寺跡
（豊川市八幡町）

- 三河国分寺跡（豊川市八幡町本郷、北緯34度50分16.10秒 東経137度20分30.42秒 / 北緯34.8378056度 東経137.3417833度）
国の史跡。1985年（昭和60年）から1988年（昭和63年）の発掘調査で金堂・講堂・塔跡などが確認された。現在は跡地に永正年間創建の国府荘山国分寺が建てられ、国分寺の法燈を伝承するほか、古代の国分寺の銅鐘（梵鐘）を伝える。
- 三河国分尼寺跡（豊川市八幡町忍地、北緯34度50分26.16秒 東経137度20分41.37秒 / 北緯34.8406000度 東経137.3448250度）
国の史跡。発掘調査で遺構が確認され、史跡公園として整備されている。跡地には祇園山清光寺が建てられている。

### 神社
延喜式内社
『延喜式神名帳』には、小社26座25社が記載されている（「三河国の式内社一覧」参照）。大社はない。
総社・一宮以下
『中世諸国一宮制の基礎的研究』に基づく一宮以下の一覧。
- 総社：三河総社（豊川市白鳥町上郷中、北緯34度50分9.73秒 東経137度19分59.67秒 / 北緯34.8360361度 東経137.3332417度） - 別名「白鳥神社上宮」。
- 一宮：砥鹿神社（豊川市一宮町西垣内、北緯34度50分51.52秒 東経137度25分16.34秒 / 北緯34.8476444度 東経137.4212056度） - 一宮を砥鹿神社とする多くの史料がある[7]。
- 二宮：知立神社（知立市西町神田、北緯35度0分47.29秒 東経137度2分28.00秒 / 北緯35.0131361度 東経137.0411111度） - ただし知立神社を二宮とする中世史料は見つかっていない。
- 三宮：猿投神社（豊田市猿投町大城、北緯35度10分31.02秒 東経137度10分38.86秒 / 北緯35.1752833度 東経137.1774611度） - ただし初見は1662年の史料であり、中世史料にはそれを示すものは見つかっていない。

### 寺院
『愛知県史』等を参考に、中世の時点で確実に存在したと考えられる寺院のうち主なものを列挙する。
- 滝山寺 (岡崎市)：天台宗
- 真福寺 (岡崎市)：天台宗
- 鳳来寺 (新城市)：真言宗
- 今水寺 (新城市)：真言宗、廃寺
- 大脇寺 (新城市)：真言宗、廃寺
- 冨賀寺 (新城市)：高野山真言宗
- 財賀寺 (豊川市)：高野山真言宗
- 普門寺 (豊橋市)：高野山真言宗
- 赤岩寺 (豊橋市)：高野山真言宗
- 金蓮寺 (西尾市)：曹洞宗。但し鎌倉時代には真言宗。弥陀堂は国宝
- 平勝寺 (豊田市)：曹洞宗、かつては天台宗
- 大樹寺 (岡崎市)：浄土宗
- 信光明寺 (岡崎市)：浄土宗
- 隣松寺 (豊田市)：浄土宗。創建当初は天台宗
- 大恩寺 (豊川市)：浄土宗鎮西派
- 法蔵寺 (岡崎市)：浄土宗西山深草派。真言宗から改宗
- 妙源寺 (岡崎市)：真宗高田派
- 満性寺 (岡崎市)：真宗高田派
- 本證寺 (安城市)：真宗大谷派
- 勝鬘寺 (岡崎市)：真宗大谷派
- 上宮寺 (岡崎市)：真宗大谷派
- 願照寺 (岡崎市)：真宗本願寺派
- 本宗寺 (岡崎市)：真宗本願寺派
- 実相寺 (西尾市)：臨済宗妙心寺派
- 無量寿寺 (知立市)：臨済宗妙心寺派。かつては真言宗
- 天恩寺 (岡崎市)：臨済宗妙心寺派
- 東観音寺 (豊橋市)：臨済宗妙心寺派。かつては真言宗
- 長興寺 (豊田市)：臨済宗東福寺派
- 豊川稲荷(妙厳寺) (豊川市)：曹洞宗
- 三明寺 (豊川市)：曹洞宗、かつて真言宗

### 守護所
承久の乱後に三河国守護に任命された足利義氏が、矢作宿に守護所や額田郡公文所を設置したと推測されている。。

### 安国寺・利生塔
安国寺、利生塔の所在地は以下の通り。
- 安国寺 - 愛知県額田郡幸田町坂崎
- 利生塔 - 長興寺（愛知県豊田市長興寺）

## 地域

### 国境
尾張国・遠江国との境界線は、いずれも「境川」である。（現在名も同様。）詳しくは境川 (境川水系・愛知県)及び境川 (静岡県・愛知県) を参照。
東海道名所図会より、堺川（尾三両国堺） 三遠境川。

### 西三河・東三河
古くは、「三河」といえば西三河が指された。『三河物語』においても、西三河を単に「三河（国）」と言い、牛窪・吉田（豊川・豊橋）辺りを特段に指定する場合「東三河（国）」と呼称している。
幕末に編纂された『徳川実紀』において初めて、「西三河」という呼称が登場する。この頃になって、ようやく三河国を東西に分割して、西三河（矢作川流域）、東三河（吉田川流域）と呼称するようになったと思われる。
現在は旧旭町の一部（旧岐阜県恵那郡三濃村の一部）を除く豊田市、岡崎市、刈谷市、知立市、安城市、碧南市、高浜市、西尾市、みよし市、幸田町が西三河に属する。
豊橋市、豊川市、蒲郡市、新城市、田原市、設楽町、豊根村、東栄町が東三河に属している。
該当地域の面積は3,468.23km2、平成22年国勢調査人口は2,329,609人。

### 郡
- 碧海郡：智立・采女・刑部・依納・鷲取・谷部・ 大市・碧海・𣟧禮・呰見・河内・櫻井・大岡・薢野・小河・驛家の全16郷。
- 加茂郡：賀茂・仙陁・伊保・擧母・高橋・山田・賀禰・信茂の全8郷。
- 幡豆郡：能来・八田・意太・礒泊・大川・大殯・析島・修家の全8郷。
- 額田郡：新城・鴨田・位賀・額田・麻津・六石・大野・驛家の全8郷。

- 宝飯郡：形原・赤孫・美養・御津・宮道・望理・賀茂・度津・篠束・宮島・豐川・雀部・驛家の全13郷。
- 設楽郡：宝飯郡より分離し設立。賀茂・多原・設楽・黒瀬の全4郷。
- 八名郡：多木・美和・八名・養父・和太・服部・美夫の全7郷。
- 渥美郡：幡太・和太・渥美・高蘆・礒部・大壁の全6郷。

### 江戸時代の藩
三河国には大藩はなく、旗本領、寺社領、幕府直轄領（天領）も多かった。
| 藩名              | 居城                  | 藩主 |
| ----------------- | --------------------- | --- |
| 三河吉田藩        | 吉田城                | - 竹谷松平家：3万石、1601年 - 1612年（無嗣断絶） - 深溝松平家：3万石、1612年 - 1632年（三河刈谷藩3万石に移封） - 水野忠清：4万石、1632年 - 1642年（信濃松本藩7万石に移封） - 水野忠善：4万5千石、1642年 - 1645年（三河岡崎藩5万石に移封） - 小笠原家：4万5千石→4万石、1645年 - 1697年（武蔵岩槻藩5万石に移封） - 久世重之：5万石、1697年 - 1705年（下総関宿藩5万石に移封） - 牧野成春：8万石、1705年 - 1712年（日向延岡藩8万石に移封） - 松平信祝：7万石、1712年 - 1729年（遠江浜松藩7万石に移封） - 松平資訓：7万石、1729年 - 1749年（遠江浜松藩7万石に移封） - 大河内松平家：7万石、1749年 - 1871年        |
| 西尾藩            | 西尾城                | - 本多康俊：2万石、1601年 - 1617年（近江膳所藩3万石に移封） - 松平成重：2万石、1617年 - 1621年（丹波亀山藩2万2千石に移封） - 本多俊次：3万5千石、1621年 - 1636年（伊勢亀山藩5万石に移封） - 天領：1636年 - 1638年 - 太田資宗：3万5千石、1638年 - 1644年（遠江浜松藩3万5千石に移封） - 天領：1644年 - 1646年 - 井伊直好：3万5千石、1646年 - 1659年（遠江掛川藩3万5千石に移封） - 増山家：2万石、1659年 - 1673年（常陸下館藩2万石に移封） - 土井家：2万3千石、1673年 - 1747年（三河刈谷藩2万3千石に移封） - 三浦家：2万3千石、1747年 - 1764年（美作勝山藩2万3千石に移封） - 大給松平家：6万石、1764年 - 1871年 |
| 岡崎藩            | 岡崎城                | - 康重系本多家：5万石→5万5000石、1602年 - 1645年（遠江横須賀藩5万石へ移封） - 水野家：5万石→6万石、1645年 - 1762年（肥前唐津藩6万石へ移封） - 松平康福：5万400石、1762年 - 1769年（石見浜田藩5万5千石へ移封） - 忠勝系本多家：5万石（10万石格）、1769年 - 1871年 |
| 刈谷藩            | 刈谷城                | - 水野勝成：3万石、1600年 - 1615年（大和郡山藩6万石へ移封） - 水野忠清：2万石、1615年 - 1632年（三河吉田藩4万石へ移封） - 松平忠房：3万石、1632年 - 1649年（丹波福知山藩4万5,900石へ移封） - 松平定政：2万石、1649年 - 1651年（改易） - 天領： 1651年 - 稲垣家：2万3000石→2万石、1651年 - 1702年（上総大多喜藩1万5千石へ移封） - 阿部家：1万6千石、1702年 - 1710年（上総佐貫藩1万6千石へ移封） - 本多忠良：5万石、1710年 - 1712年（下総古河藩5万石へ移封） - 三浦家：2万3千石、1712年 - 1747年（三河西尾藩2万3千石へ移封） - 土井家：2万3千石、1747年 - 1871年                                               |
| 挙母藩            | 陣屋 桜城 陣屋 挙母城 | - 三宅家：1万石、1604年 - 1619年（伊勢亀山藩1万2千石へ移封） - 三宅家：1万2千石、1636年 - 1664年（三河田原藩1万2千石へ移封） - 天領：1664年 - 1681年 - 忠勝系本多家：1万石、1681年 - 1749年（遠江相良藩1万石へ移封） - 内藤家：2万石、1749年 - 1871年 |
| 大給藩 奥殿藩     | 大給陣屋 奥殿陣屋     | - 大給松平家：1万6千石、1684年 - 1863年（藩庁を飛び地の信濃佐久郡に移す） |
| 田原藩            | 田原城                | - 戸田家：1万石、1601年 - 1664年（肥後天草郡富岡藩2万1千石に移封） - 三宅家：1万2千石、1664年 - 1871年 |
| 西端藩            | 西端陣屋              | - 本多家：1万5百石、1848年 - 1871年 |
| 西大平藩          | 西大平陣屋            | - 大岡家：1万石、1748年（藩祖は大岡越前守忠相） - 1871年 |
| 作手藩            | 亀山城                | - 松平忠明：1万7千石、1602年 - 1610年（伊勢亀山藩5万石に移封） |
| 伊保藩            | 伊保陣屋              | - 丹羽家：1万石、1600年 - 1638年（美濃岩村藩3万石に移封） - 天領：1638年 - 1681年 - 本多忠晴：1万石→1万5千石、1681年 - 1710年（遠江相良藩1万5千石に移封） |
| 深溝藩            | 深溝城                | - 松平忠利：1万石、1600年 - 1612年（三河吉田藩3万石に移封） - 板倉家：1万5千石、1612年 - 1640年頃（三河中島藩に藩庁を移転） |
| 三河中島藩        | 中島陣屋              | - 板倉重矩：1万石→2万石→4万石→5万石、1640年頃 - 1672年（下野烏山藩5万石に移封） |
| 大浜藩            | 大浜陣屋              | - 水野忠友：1万4千石、1768年 - 1777年（駿河沼津藩2万石に移封） |
| 新城藩            | 新城城                | - 水野分長：1万3千石、1606年 - 1648年（水野元綱、上野安中藩2万石に移封） |
| 足助藩            | 足助陣屋              | - 本多忠周：1万石、1683年 - 1689年（7,000石の旗本に） |
| 形原藩            | 形原城                | - 松平家信：1万石、1618年 - 1619年（摂津高槻藩2万石に移封） |
| 畑村藩 大垣藩支藩 | 畑村陣屋              | - 戸田家：1万石、1688年 - 1869年（美濃国大野郡野村に藩庁を移転） |

## 人物

### 国司
- 三河国司を参照のこと。

### 守護
（出典は『新編岡崎市史 総集編』）

#### 鎌倉幕府
- 安達盛長：←建久5年（1194年）10月 〜 正治元年（1199年）10月→[15]
- 足利氏：←暦仁元年（1238年） 〜 元弘3年（1333年）→
  - 足利義氏
  - 足利泰氏
  - 足利頼氏
  - 足利家時
  - 足利貞氏
  - 足利高氏

#### 室町幕府
- 高氏：←建武4年（1337年）5月 〜 観応2年（1351年）2月
  - 高師兼?：建武4年（1337年）5月所見
  - 高師兼：暦応元年（1338年）1月所見
  - 南宗継：暦応4年（1341年）以前
  - 高師兼：康永4年（1345年）7月所見
- 仁木義長：←観応2年（1351年）11月 〜 延文5年（1360年）7月
- 新田義高[注 3]：←延文5年（1360年）10月 〜 永和3年（1377年）11月→
- 一色範光：←永和5年（1379年）4月 〜 嘉慶2年（1388年）1月
- 一色詮範：嘉慶2年（1388年）1月 〜 明徳3年（1392年）→
- 一色満範：応永13年（1406年）9月 〜 応永16年（1409年）1月
- 一色義貫：応永22年（1415年）8月 〜 永享12年（1440年）5月
- 細川持常：永享12年（1440年）5月 〜 宝徳元年（1449年）12月
- 細川成之：宝徳元年（1449年）12月 〜 ?

### 戦国時代

#### 戦国大名
- 松平氏/徳川氏：三河安祥城（1471年）→三河岡崎城（1531年）→遠江浜松城（1570年）→駿河駿府城（1586年）→武蔵江戸城（1590年～）
- 今川氏：駿河国・遠江国の守護・戦国大名。今川義元の代に、三河を実質的に自領としたが桶狭間の戦いで敗死

#### 豊臣政権の大名
- 徳川家康：三河・駿河・遠江・信濃・甲斐150万石。1586年〜1590年（小田原征伐後、関東8カ国250万石に移封）
- 池田輝政：三河吉田15万2千石。1590年〜1600年（関ヶ原の戦い後、播磨姫路藩52万石に移封）
- 田中吉政：三河岡崎5万7400石→10万石。1590年〜1600年（関ヶ原の戦い後、筑後柳河藩32万石に移封）
- 水野忠重・勝成：三河刈谷3万石。1593年〜1600年（関ヶ原の戦い後、本領安堵。刈谷藩となる）

## 三河国の合戦
- 1335年：矢作川の戦い、南朝方（新田義貞・脇屋義助） x 北朝方（足利直義・高師泰）
- 1540年 - 1549年 : 安城合戦、松平氏・今川氏 x 織田氏
- 1542年：第一次小豆坂の戦い、織田信秀 x 今川義元
- 1548年：第二次小豆坂の戦い、今川・松平連合軍（松平広忠、太原雪斎、朝比奈泰能） x 織田軍（織田信秀、織田信広）
- 1563年：三河一向一揆、松平家康 x 一向宗
- 1571年：二連木城の戦い、武田信玄 x 徳川家康
- 1573年：野田城の戦い、武田信玄 x 徳川家康（菅沼定盈、設楽貞通）
- 1575年：長篠の戦い、織田信長・徳川家康 x 武田勝頼